# Puccinia dovrensis
Puccinia dovrensis ist eine Ständerpilzart aus der Ordnung der Rostpilze (Pucciniales). Der Pilz ist ein Endoparasit der Korbblütlergattung Erigeron. Symptome des Befalls durch die Art sind Rostflecken und Pusteln auf den Blattoberflächen der Wirtspflanzen. Sie ist holarktisch verbreitet.

## Merkmale

### Makroskopische Merkmale
Puccinia dovrensis ist mit bloßem Auge nur anhand der auf der Oberfläche des Wirtes hervortretenden Sporenlager zu erkennen. Sie wachsen in Nestern, die als gelbliche bis braune Flecken und Pusteln auf den Blattoberflächen erscheinen.

### Mikroskopische Merkmale
Das Myzel von Puccinia dovrensis wächst wie bei allen Puccinia-Arten interzellulär und bildet Saugfäden, die in das Speichergewebe des Wirtes wachsen. Die Spermogonien und Aecien der Art sind unbekannt. Gleiches gilt für ihre Uredien, möglicherweise werden sie nicht ausgebildet. Die beidseitig auf den Oberflächen der Wirtsblätter wachsenden Telien der Art sind schokoladenbraun, zusammenfließend und unbedeckt. Die annähernd goldbraunen Teliosporen sind zweizellig, in der Regel langellipsoid, warzig und meist 32–46 × 16–24 µm groß. Ihre Stiele sind bräunlich und 5–6 µm lang.

## Verbreitung
Das bekannte Verbreitungsgebiet von Puccinia dovrensis umfasst die nördlichen Regionen Nordamerikas und Eurasiens.

## Ökologie
Die Wirtspflanzen von Puccinia dovrensis sind verschiedene Berufkräuter (Erigeron spp.). Der Pilz ernährt sich von den im Speichergewebe der Pflanzen vorhandenen Nährstoffen, seine Sporenlager brechen später durch die Blattoberfläche und setzen Sporen frei. Die Art durchläuft einen Entwicklungszyklus, von dem bisher nur die Telien sowie deren Wirt bekannt sind. Ob sie einen Wirtswechsel vollzieht, lässt sich daher nicht sagen.

## Systematik
Puccinia dovrensis wurde 1896 von Axel Gudbrand Blytt erstbeschrieben. Sie wird in die folgenden Varietäten unterteilt:
- P. dovrensis var. dovrensis A. Blytt
- P. dovrensis var. leptoticha (J. F. Hennen) J. F. Hennen
- P. dovrensis var. russa (Arthur & Cumm.) J. F. Hennen